# Domenico Maria Bonavera
Domenico Maria Bonavera, o Bonaveri (Bologna, 16 ottobre 1653 – 23 maggio 1731) è stato un incisore italiano.

## Biografia
Figlio della pittrice Giulia Canuti Bonaveri, Bonavera imparò l'arte incisoria presso suo zio, Domenico Maria Canuti, diventando maestro della tecnica della puntasecca.
Nel 1670 pubblicò le Notomie di Titiano, dedicate al senatore Bolognese Francesco Ghisilieri (1650–1712). Le Notomie constano di diciassette incisioni anatomiche e di un frontespizio, firmati da Bonavera 'D.B.S.' (Domenico Bonavera sculpsit). Quattordici di queste incisioni sono derivate dalle illustrazioni xilografiche del De humani corporis fabrica (Basilea, 1543), mentre le rimanenti tre sono tratte dalle illustrazioni delle Tabulae anatomicae sex (Venezia, 1538), entrambe opere dell'anatomista e medico fiammingo Andrea Vesalio. Bonavera attribuì la paternità compositiva delle incisioni a Tiziano, siglando le stampe con l'acronimo 'T.I.D.' (Titianus invenit et delineavit), sebbene la critica più recente abbia messo in discussione che Tiziano fosse il disegnatore delle anatomie. Monique Kornell, in un articolo apparso su Print Quarterly, ha suggerito che 'l'utilizzo del nome di Tiziano... può essere visto sia come uno stratagemma di marketing che accredita il maestro universale... sia come un tentativo di elevare la statura dello studio dell'anatomia collegandola ad un grande artista di successo’. Solitamente datate c. 1670, la studiosa ha inoltre proposto una datazione più tarda risalente agli anni 1685–90 circa.
Tra le opere di Bonavera si ricordano inoltre le numerose stampe di opere religiose:
- Battesimo di Cristo di Albani
- Sant'Anna insegna a leggere alla Vergine, Santa Teresa con il bambin Gesù, e il Martirio di Santa Cristina di Canuti
- San Giovanni di Ludovico Carracci
- Lot e le sue figlie di Annibale Carracci
- L'affresco dell'assunzione della Cupola del Duomo di Parma (1697) di Corregio

È stato inoltre l'autore di undici stampe tratte da disegni del Guercino.